# Кастетбон
Кастетбо́н (фр. Castetbon) — коммуна во Франции, находится в регионе Аквитания. Департамент — Атлантические Пиренеи. Входит в состав кантона Ортез и Тер-де-Гав и дю Сель. Округ коммуны — Олорон-Сент-Мари.
Код INSEE коммуны — 64176.

## География

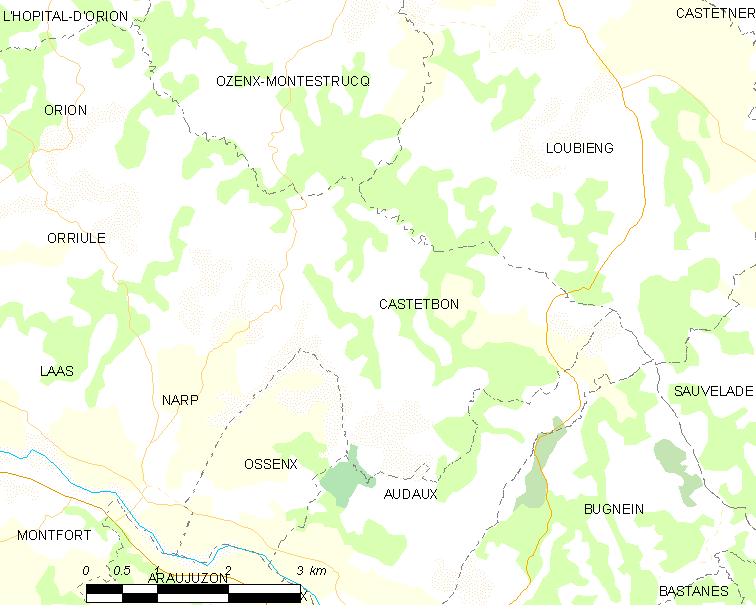
Карта коммуны

Коммуна расположена приблизительно в 660 км к югу от Парижа, в 165 км южнее Бордо, в 36 км к западу от По.
На северо-западе коммуны протекает река Аррьюгран (фр. Arriougrand).

### Климат
Климат тёплый океанический. Зима мягкая, средняя температура января — от +5°С до +13°С, температуры ниже −10 °C бывают редко. Снег выпадает около 15 дней в году с ноября по апрель. Максимальная температура летом порядка 20-30 °C, выше 35 °C бывает очень редко. Количество осадков высокое, порядка 1100 мм в год. Характерна безветренная погода, сильные ветры очень редки.

## Население
Население коммуны на 2010 год составляло 170 человек.
| 1962 | 1968 | 1975 | 1982 | 1990 | 1999 | 2010 |
| ---- | ---- | ---- | ---- | ---- | ---- | ---- |
| 204  | 195  | 173  | 159  | 161  | 157  | 170  |

## Администрация
| Период | Период | Фамилия        | Партия | Примечания |
| ------ | ------ | -------------- | ------ | ---------- |
| 1973   | 1983   | Жермен Люк     |        |            |
| 1983   | 1989   | Пьер Аррьо     |        |            |
| 1989   | 2011   | Жермен Люк     |        |            |
| 2011   | 2011   | Мишель Эру     |        |            |
| 2011   | 2020   | Грегори Нексон |        |            |

## Экономика
В 2010 году среди 107 человек трудоспособного возраста (15-64 лет) 78 были экономически активными, 29 — неактивными (показатель активности — 72,9 %, в 1999 году было 68,2 %). Из 78 активных жителей работали 74 человека (41 мужчина и 33 женщины), безработных было 4 (3 мужчин и 1 женщина). Среди 29 неактивных 8 человек были учениками или студентами, 10 — пенсионерами, 11 были неактивными по другим причинам.

## Фотогалерея

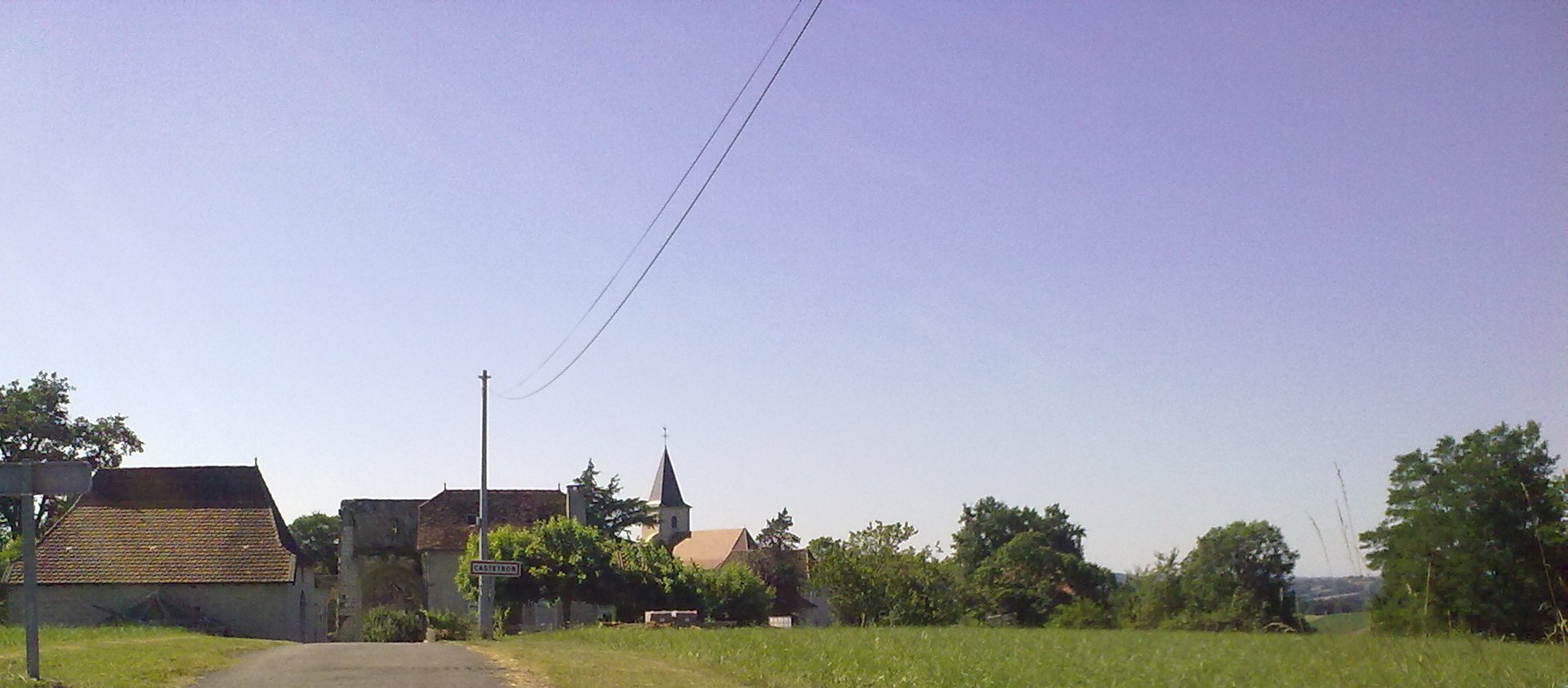
Кастетбон
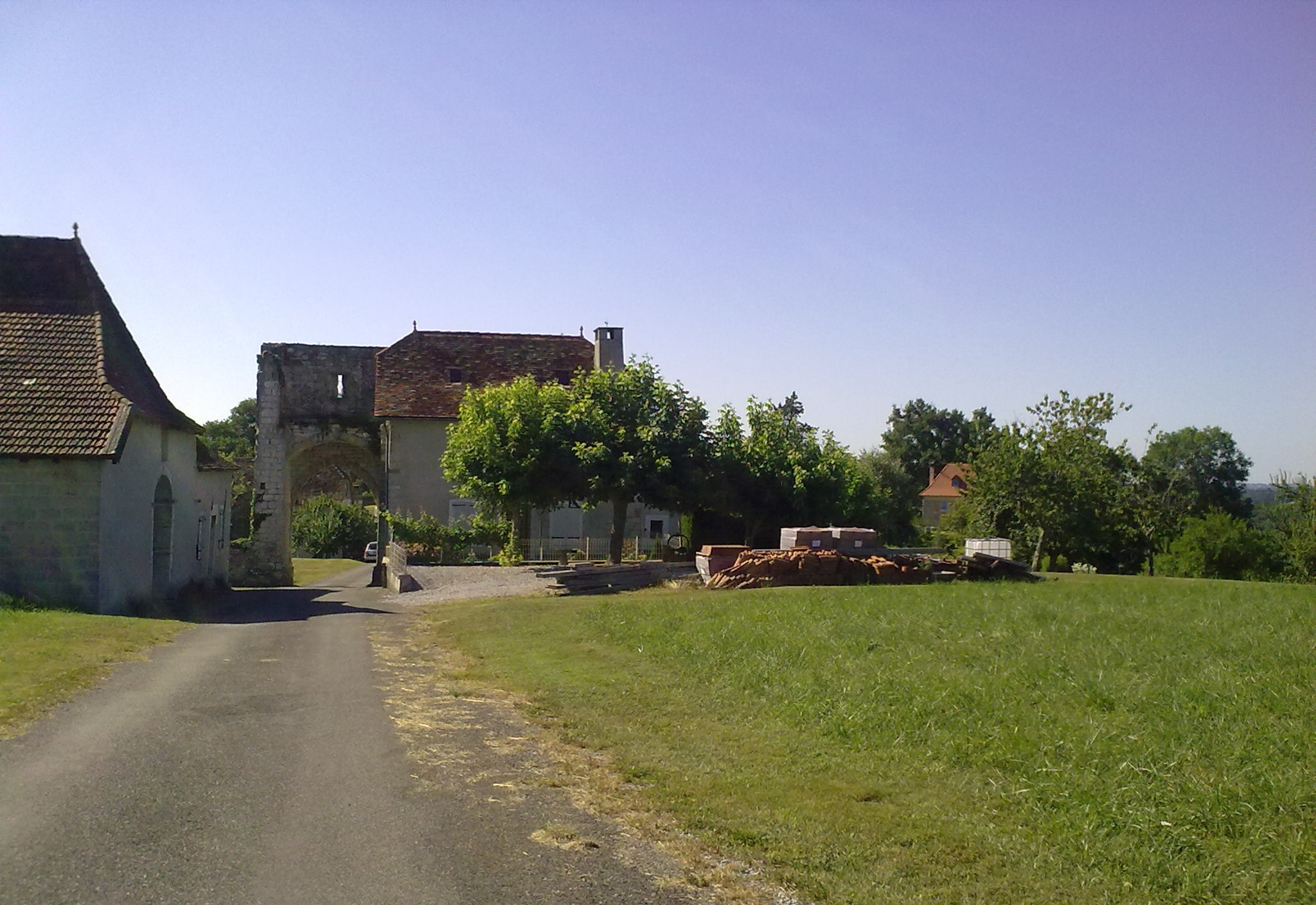
Кастетбон
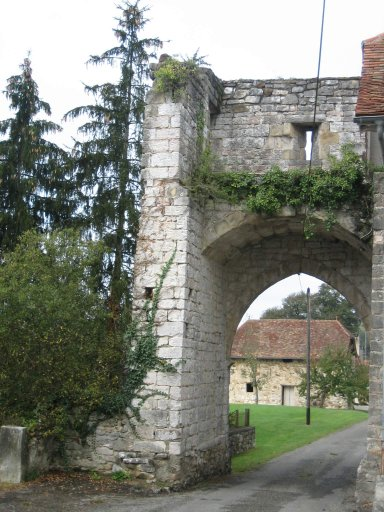
Ворота
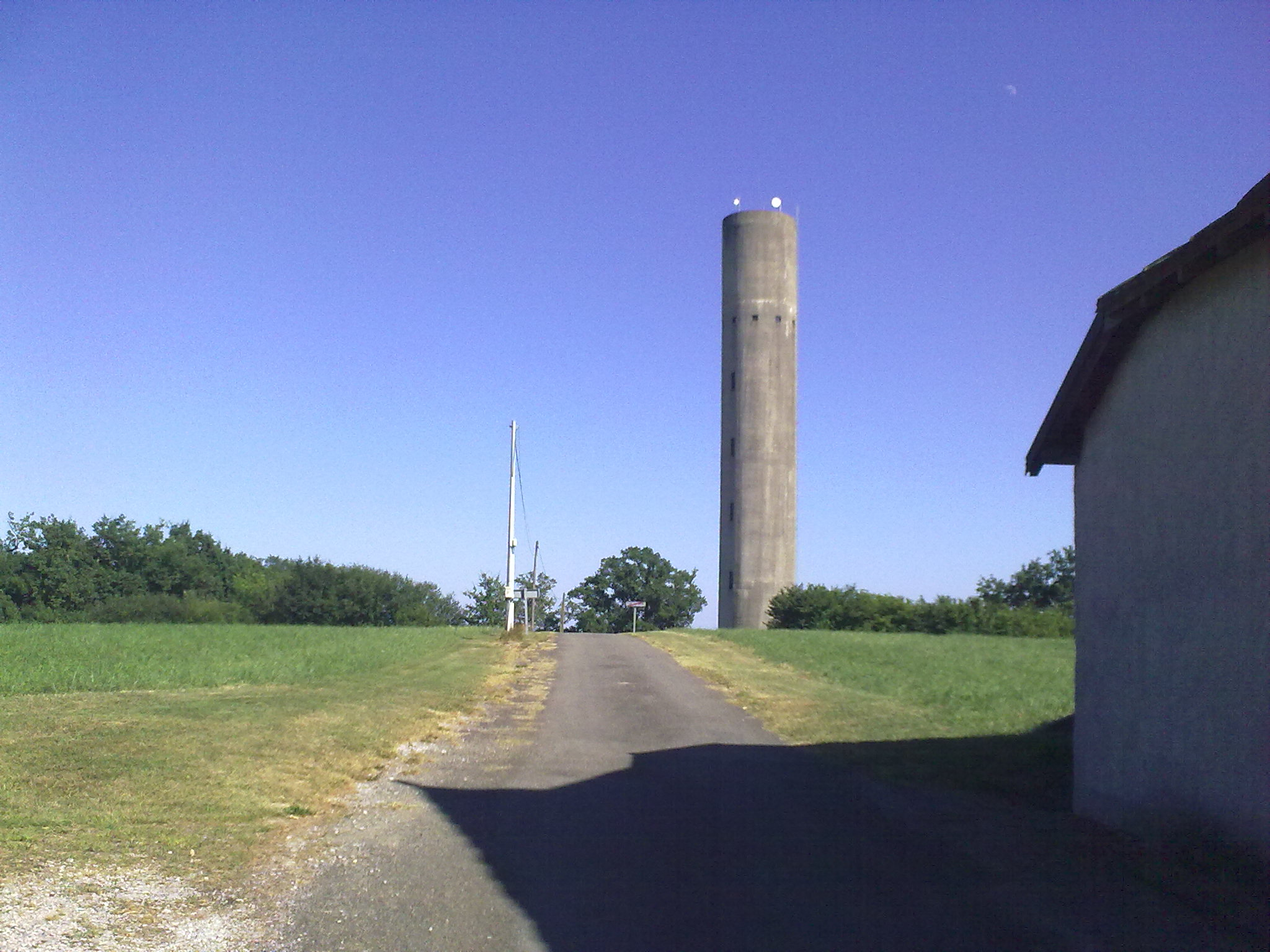
Водонапорная башня